# トヨタ・カローラクロス

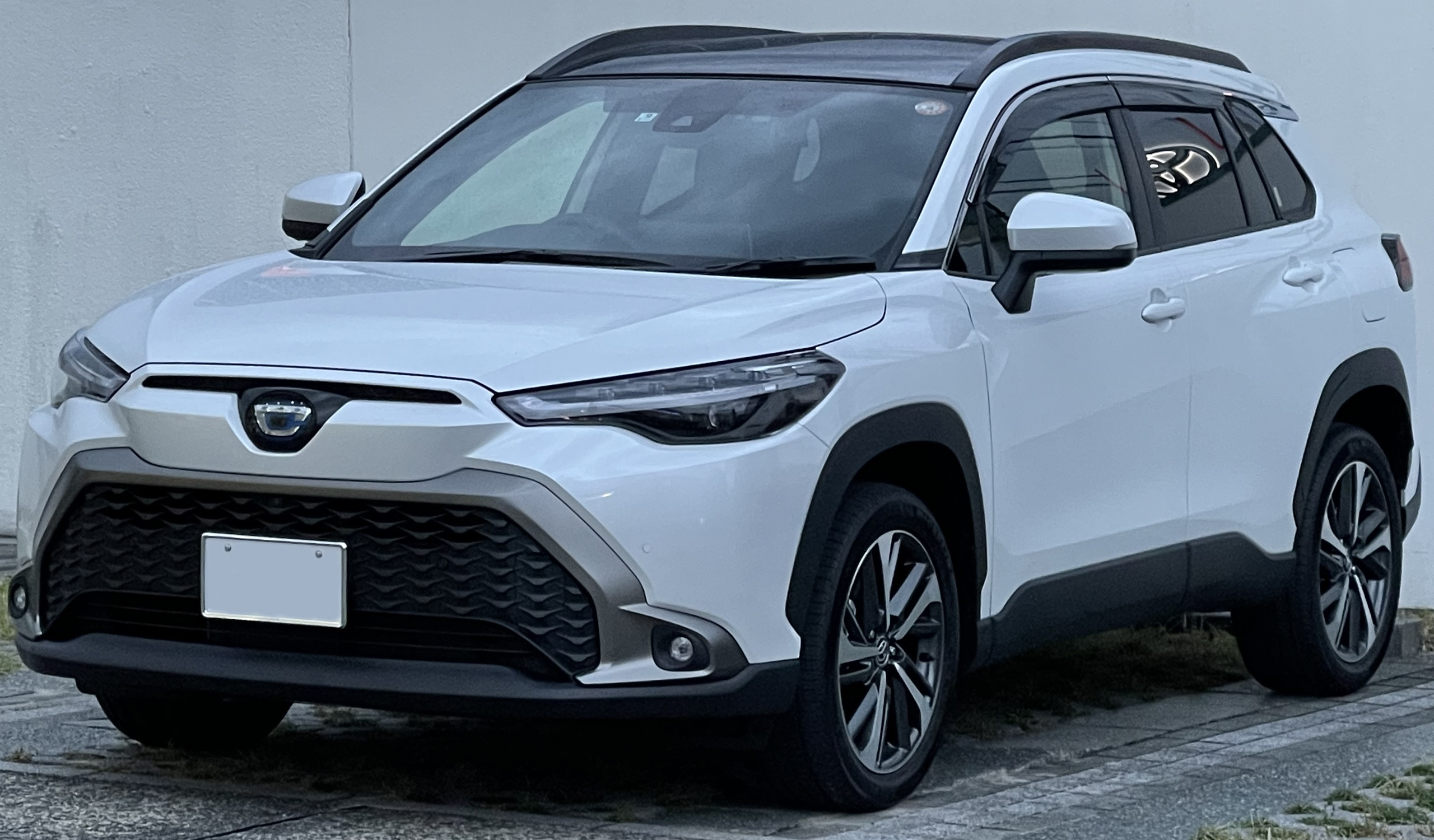
日本仕様車 2021年9月販売型 HYBRID Z

カローラ クロス（COROLLA CROSS）は、トヨタ自動車が生産・販売している、Cセグメントに属する小型クロスオーバーSUV。

## 概要
昨今の世界的なSUV需要の増加を受け、カローラシリーズ初となるSUVとして開発されたモデルである。トヨタのSUVラインナップの中では、車格ではC-HRとRAV4の中間に位置し、RAV4より小型でC-HRより実用性重視なモデルという位置づけである。開発に際しては多人数乗車や多量の荷物積載に耐えうる実用性を追求しており、その結果、アクセス性の良いラゲッジの床面高や間口の広い後席ドアなどが実現している。
最低地上高の高いSUVながら、駆動形式は北米、および日本以外は前輪駆動（以下FF）のみの展開となる。
また他の同世代型カローラとは異なり、FF車のリアサスペンションはスペース効率を考慮してトーションビーム式となっている。ただし、四輪駆動（以下4WD）車のリアサスペンションはダブルウィッシュボーン式が採用される。
トヨタの水素エンジン車としては3車種目となるカローラクロスH2コンセプトが存在する。

## 初代 ZSG10/ZVG1#/MXGA10/MXGH15型（海外: 2020年 - 、日本: 2021年 - ）
日本仕様車のグレードに関してはガソリン車（カローラセダン・カローラツーリングと同様に4WD〈四輪駆動〉が設定されていない）・ハイブリッド車共に下位から「G」・「S」・「Z」の3グレードが基本となっており、ガソリン車には、「G」からパーキングサポートブレーキ（前後方静止物）、バックガイドモニター、ドアミラーヒーター、充電用USB端子を省き、LEDハイマウントストップランプが8灯式に、3本スポークステアリングホイールとシフトノブをウレタンに、メーターリングをブラック塗装に、スピーカーを2スピーカーに、フロントシートをノーマルにそれぞれ変更し、スマートエントリーからワイヤレスドアロックリモートコントロールにグレードダウンされた廉価仕様の「G"X"」が用意される。
日本国内仕様では日本国外仕様と外観が大きく異なっており、フロント周りの意匠については同社最小のクロスオーバーSUVであるライズにも通じるメッシュグリルの位置が下がったロアグリルが用いられ、フロントエンブレムは既存の12代目カローラシリーズ（スポーツ・セダン・ツーリング）共通となる“花冠”と“C”をモチーフとした日本仕様独自のエンブレムを採用。グレード別装備（標準装備またはメーカーオプション設定）となるLED式のフロントフォグランプはバンパーサイドに移動。ヘッドランプの意匠も異なり、全車Bi-Beam LEDが採用されるほか、「Z」ではライン状のデイタイムランニングランプがセンターに配され、ターンランプが4眼のシーケンシャルタイプとなる。リアはコンビネーションランプやロアバンパーの意匠が変わり、「Z」はコンビネーションランプのテール&ストップランプがライン発光タイプとなる。車名エンブレムの配置もタイ仕様のバックドアハンドル上の横並びからバックドア左側に2行で配置され、ハイブリッド車はタイ仕様ではサイドフェンダー部に装着されている「HYBRID」エンブレムはなく、バックドア右下の「HYBRID」エンブレムは「HYBRID SYNERGY DRIVE」エンブレムに置き換わる。
ボディカラーは無償設定5色（セメントグレーメタリック、シルバーメタリック、アティチュードブラックマイカ、アバンギャルドブロンズメタリック、ダークブルーマイカメタリック）、メーカーオプション設定3色（プラチナホワイトパールマイカ、スパークリングブラックパールクリスタルシャイン、センシュアルレッドマイカ）の8色展開となるが、内装色は全グレードでブラック1色のみとなる。

### パワートレイン
搭載されるパワートレインはいずれも排気量が1.8Lで、ハイブリッド車は2ZR-FXE型、ガソリン車はバルブマチック機構を採用した2ZR-FAE型となっており、AWDはリアモーターを搭載した電気式の「E-Four」としてハイブリッド車のみに設定される。
2023年の一部改良でパワートレインが刷新され、ハイブリッド車はモーターを含む全ての電動モジュールを刷新。ガソリン車は排気量を2.0LにアップしたダイナミックフォースエンジンであるM20A-FKS型へ換装された。
| 販売期間                | エンジン・電気モーター | 排気量 (cc)  | タイプ             | トランスミッション | 最高出力 (kW (PS)/rpm) | 最大トルク (Nm (kgm)/rpm) | 備考                    |
| ハイブリッド            | ハイブリッド           | ハイブリッド | ハイブリッド       | ハイブリッド       | ハイブリッド           | ハイブリッド              | ハイブリッド            |
| ----------------------- | ---------------------- | ------------ | ------------------ | ------------------ | ---------------------- | ------------------------- | ----------------------- |
| 2021年9月-2023年10月    | 2ZR-FXE型              | 1,797        | 直列4気筒 DOHC     | 電気式無段変速機   | 72 (98) /5,200         | 142 (14.5) /3,600         |                         |
| 2021年9月-2023年10月    | 1NM型                  | -            | 交流同期電動機     | 電気式無段変速機   | 53 (72)                | 163 (16.6)                | フロントモーター        |
| 2021年9月-2023年10月    | 1MM型                  | -            | 交流同期電動機     | 電気式無段変速機   | 5.3 (7)                | 55 (5.6)                  | リヤモーター（AWDのみ） |
| 2021年9月-2023年10月    | システム最高出力       | -            | -                  | 電気式無段変速機   | 90 (122)               | -                         |                         |
| 2023年10月-             | 2ZR-FXE型              | 1,797        | 直列4気筒 DOHC     | 電気式無段変速機   | 72 (98) /5,200         | 142 (14.5) /3,600         |                         |
| 2023年10月-             | 1VM型                  | -            | 交流同期電動機     | 電気式無段変速機   | 70 (95)                | 185 (18.9)                | フロントモーター        |
| 2023年10月-             | 1WM型                  | -            | 交流同期電動機     | 電気式無段変速機   | 30 (41)                | 84 (8.6)                  | リヤモーター（AWDのみ） |
| 2023年10月-             | システム最高出力       | -            | -                  | 電気式無段変速機   | 103(140)               | -                         |                         |
| 2025年5月- （GR SPORT） | M20A-FXS型             | 1,986        | 直列4気筒 DOHC     | 電気式無段変速機   | 112 (152) /6,000       | 188 (19.2) /4,400-5,200   |                         |
| 2025年5月- （GR SPORT） | 1VM型                  | -            | 交流同期電動機     | 電気式無段変速機   | 83 (113)               | 206 (21.0)                | フロントモーター        |
| 2025年5月- （GR SPORT） | 1WM型                  | -            | 交流同期電動機     | 電気式無段変速機   | 30 (41)                | 84 (8.6)                  | リヤモーター            |
| 2025年5月- （GR SPORT） | システム最高出力       | -            | -                  | 電気式無段変速機   | 146(199)               | -                         |                         |
| ガソリンエンジン        |                        |              |                    |                    |                        |                           |                         |
| 2021年9月-2023年10月    | 2ZR-FAE型              | 1,797        | 直列4気筒 直噴DOHC | Super CVT-i        | 103 (140) /6,200       | 170 (17.3) /3,900         |                         |
| 2023年10月-2025年5月    | M20A-FKS型             | 1,986        | 直列4気筒 DOHC     | Direct Shift-CVT   | 125 (170) /6,600       | 202 (20.6) /4,900         |                         |
| フレックスフューエル    |                        |              |                    |                    |                        |                           |                         |
|                         | 2ZR-FBE型              | 1,797        | 直列4気筒 直噴DOHC | Super CVT-i        | 103 (140) /6,000       | 177 (18.0) /4,000         | タイ仕様                |
|                         | M20A-FKB型             | 1,986        | 直列4気筒 DOHC     | Direct Shift-CVT   | 125 (170) /6,600       | 202 (20.6) /4,900         |                         |

### 年表
2020年7月9日
タイで初公開し、同日より発売。
7色のボディーカラーと2色の内装カラー、4つのグレードがラインナップしている。
2021年9月14日
日本で発表・発売。キャッチフレーズは「あなたの個性で完成する。PEOPLE DRIVEN SUV」で、CMソングはVaundy「Tokimeki」。
2021年12月2日
ヨーロッパで販売開始。米国仕様車がベースとなる。
2022年10月7日
イタリアで一部仕様変更。ヨーロッパ市場には順次変更後のモデルが発売される。また1.8Lモデルは当初はトルコとイスラエルのみ導入する。
2022年10月13日
オーストラリアで販売開始。仕様は東南アジアや米国で展開されるものに準じている。
2022年11月25日
ドイツで一部仕様変更し発売。
2023年2月28日
南アフリカで「GR SPORT ハイブリッド」が発売。
2023年10月18日
日本仕様車を一部改良。
「Toyota Safety Sense」は機能拡大され、プリクラッシュセーフティに交差点右折時の対向直進車及び右左折時の対向方向からの横断歩行者検知機能が追加され、プロアクティブドライビングアシストも追加。また、高度運転支援機能「トヨタ チームメイト」が新たに採用され、スイッチ操作のみで駐車操作を支援する「アドバンスト パーク」が「HYBRID S」と「HYBRID Z」にメーカーオプション設定された。
コネクティッドナビに対応したディスプレイオーディオが設定され、10.5インチの大画面仕様であるディスプレイオーディオPlusを一部グレードにメーカーオプション設定。T-Connectサービスの有料オプションである車内Wi-Fiに対応した。
「Z」はメーターパネルがフル液晶化された12.3インチTFTカラーマルチインフォメーションディスプレイが標準装備された。
ボディカラーは一部変更となり、アバンギャルドブロンズメタリックと入れ替えで新色のマッシブグレーを追加設定。ハイブリッド車にはアティチュードブラックマイカと組み合わせたツートーン（メーカーオプション）が追加され、プラチナホワイトパールマイカ、マッシブグレー、「HYBRID Z」専用色のセンシュアルレッドマイカの3色が設定される。なお、センシュアルレッドマイカ（メーカーオプション）は「Z」・「HYBRID Z」専用色となり、「G」・「HYBRID G」はプラチナホワイトパールマイカ（メーカーオプション）、シルバーメタリック、アティチュードブラックマイカの3色のみの設定となった。
ハイブリッド車はリア右側に装着されている「HYBRID SYNERGY DRIVE」エンブレムが5代目プリウス、4代目アルファード/3代目ヴェルファイア、クラウンスポーツに次いでの採用となる「HEV」エンブレムへ置き換わった。
また、グレード体系が一部整理され、ガソリン車の「S」が廃止された。
2024年2月8日
タイでマイナーチェンジ発表。
2025年5月23日
日本仕様車を一部改良し、「GR SPORT」を追加（一部改良モデルは同日より発売、「GR SPORT」は8月4日発売）。
外内装デザインが大幅に変更され、外観はバンパーやヘッドランプが刷新され、グリルをボデー同色に変更。「Z」向けの18インチアルミホイールも意匠変更された。また、リアの車名ロゴは左側にあったエンブレムがなくなり、バックドアハンドル上の刻印へ変更された。内装はシフトノブやシフトパネル周辺のデザインが刷新された。
ドライブモードセレクトにはトヨタ車で初となる「SNOW EXTRA」を追加（E-Four車のみ）。選択時、外気温や路面状態から走行環境を寒冷地と判断されたとき、E-Fourがフルタイムで稼働され、前後の駆動力を緻密に制御する。「Toyota Safety Sense」には日本初となるシグナルロードプロジェクションを追加（「Z」に標準装備）。ターンランプやハザードランプの点灯に連動して進行方向を示すシェブロン（矢羽根）形状が路面に照射され、夜間の見通しの悪い交差点などで歩行者や周辺車両に対して自車の存在や方向転換先を認知しやすくする機能である。
さらに、「Z」はシートベンチレーション（運転席・助手席）とディスプレイオーディオPlusが標準設定化され、アダプティブハイビームシステムをメーカーオプション設定に追加。「S」と「Z」はパノラミックビューモニター（床下透過表示機能付）もメーカーオプション設定された。
新グレードの「GR SPORT」は4輪駆動E-Four車のみの設定となり、エンジンを2.0LダイナミックフォースエンジンのM20A-FXS型に換装され、10速シーケンシャルシフトマチックを搭載。サスペンションはチューニングが施され、ドライブモードセレクトは前述した「SNOW EXTRA」の追加に加え、「POWER」が専用チューニングが施された「SPORT」に変更した専用仕様となる。外観はフロントバンパーとラジエーターグリルが専用品となり、ドアウインドゥフレームモールディング・リアバンパーロアガーニッシュ・トヨタエンブレム（フロント・リア）をブラックに変更。タイヤとアルミホイールを19インチにサイズアップした。また、フロントのラジエーターグリル内とバックドア右下に専用エンブレムが装着される。内装はフロントシートが専用スポーツシートとなり、本革巻き3本スポークステアリングホイールはグレーステッチ・スモークシルバーメタリック加飾・GRロゴ付きの専用品に変更。パドルシフトやアルミペダルも装備される。
ボディカラーはモノトーンは継続設定のプラチナホワイトパールマイカ（メーカーオプション）とマッシブグレー以外のカラーが入れ替わりとなり、メタルストリームメタリック、アッシュ、ブラックマイカ、エモーショナルレッドII（メーカーオプション）、クリアベージュメタリック、マッドバスを加えた8色（「GR SPORT」はメタルストリームメタリック、クリアベージュメタリック、マッドバスを除く5色）に、ブラックとの組み合わせとなる2トーンは「GR SPORT」専用となり、エモーショナルレッドII、プラチナホワイトパールマイカ、アッシュのラインナップとなった。
なお、「G」・「X」のガソリン車及び「G"X"」が廃止されたことで既に一部改良済みのカローラ・カローラツーリング・カローラスポーツ同様にハイブリッド専用車種となった。
また、生産拠点をトヨタ自動車東日本岩手工場に移管した。

### ギャラリー

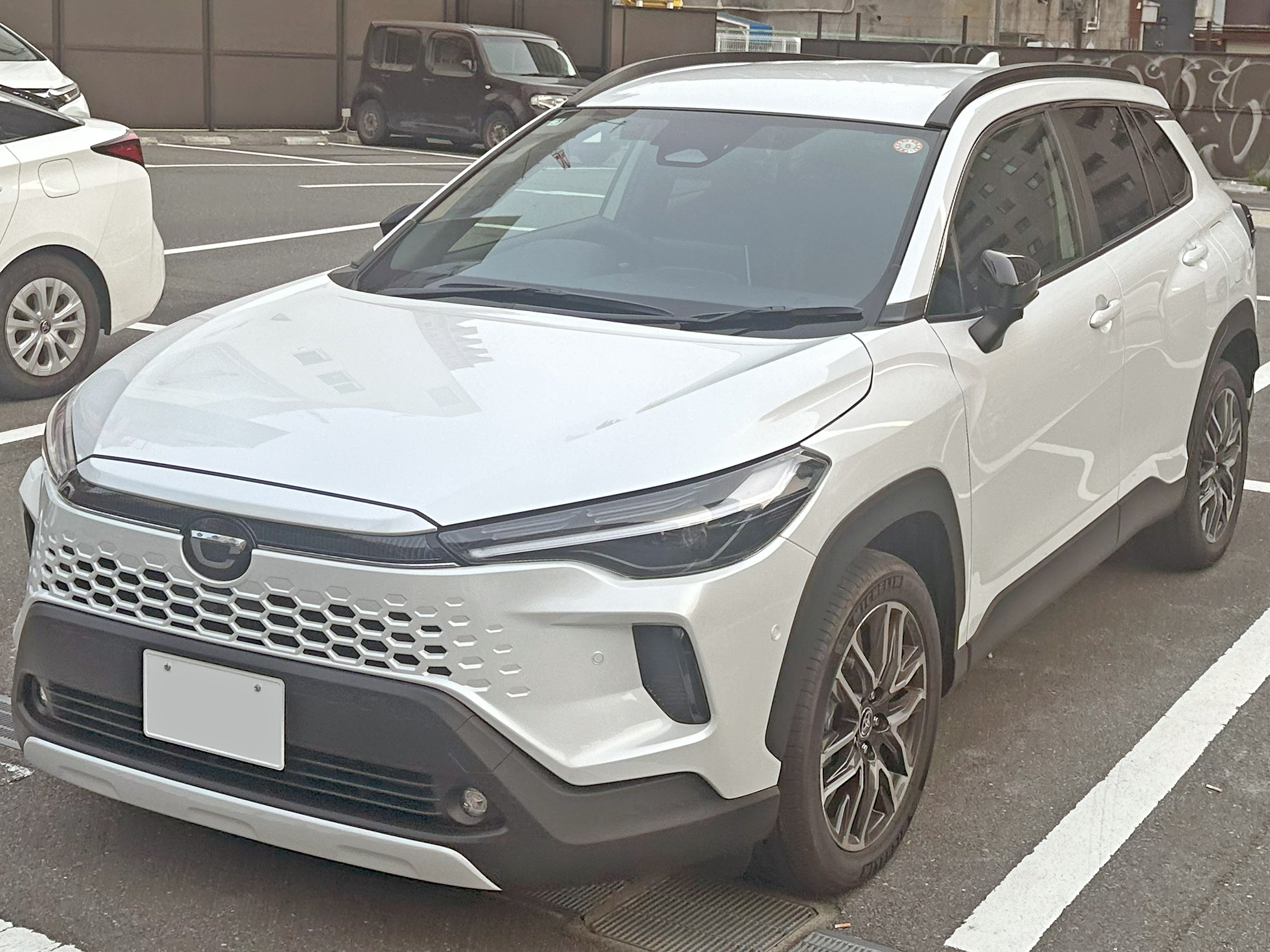
日本国内仕様 2025年5月改良型 Z 2WD
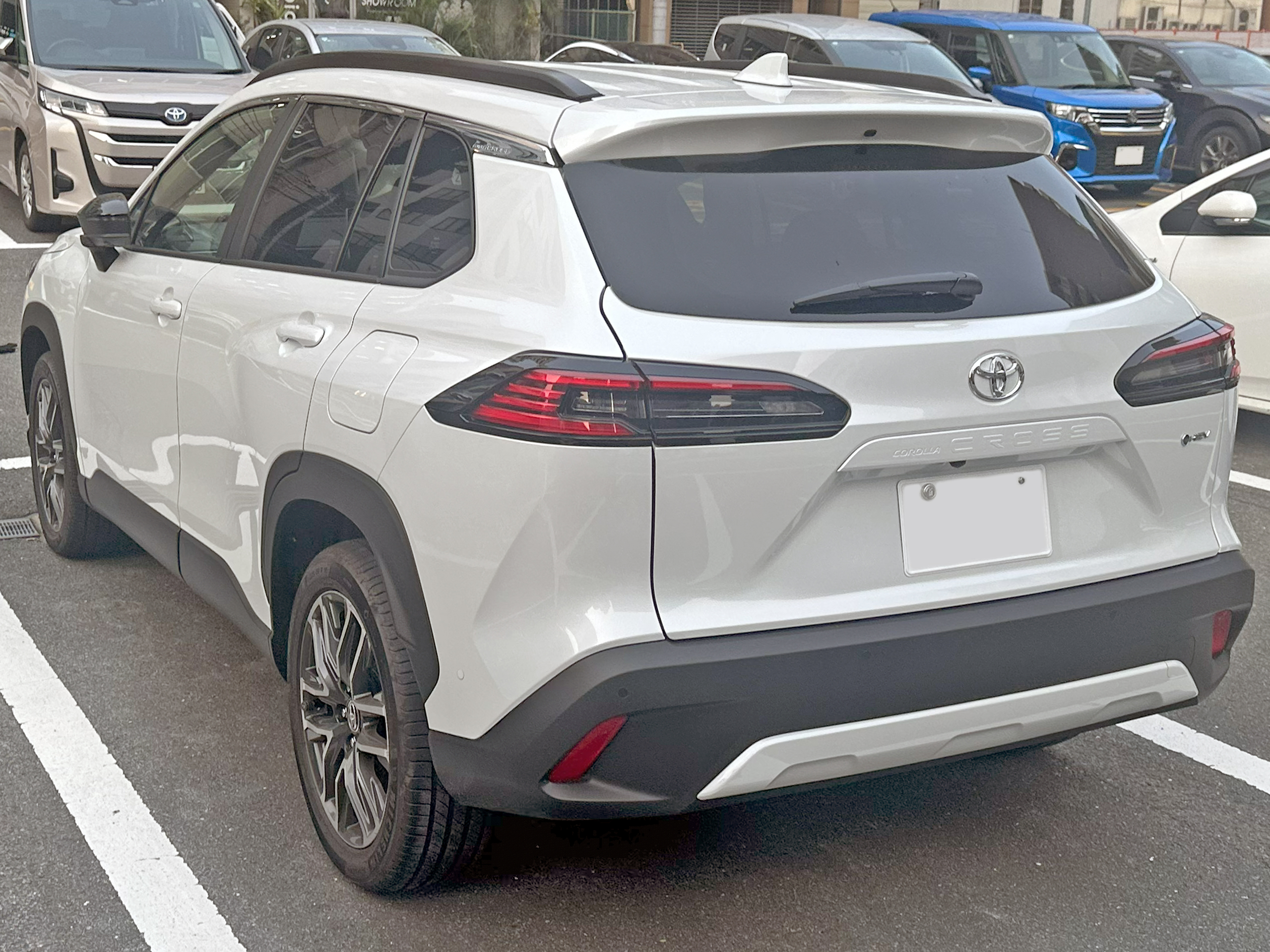
日本国内仕様 2025年5月改良型 Z 2WD リア
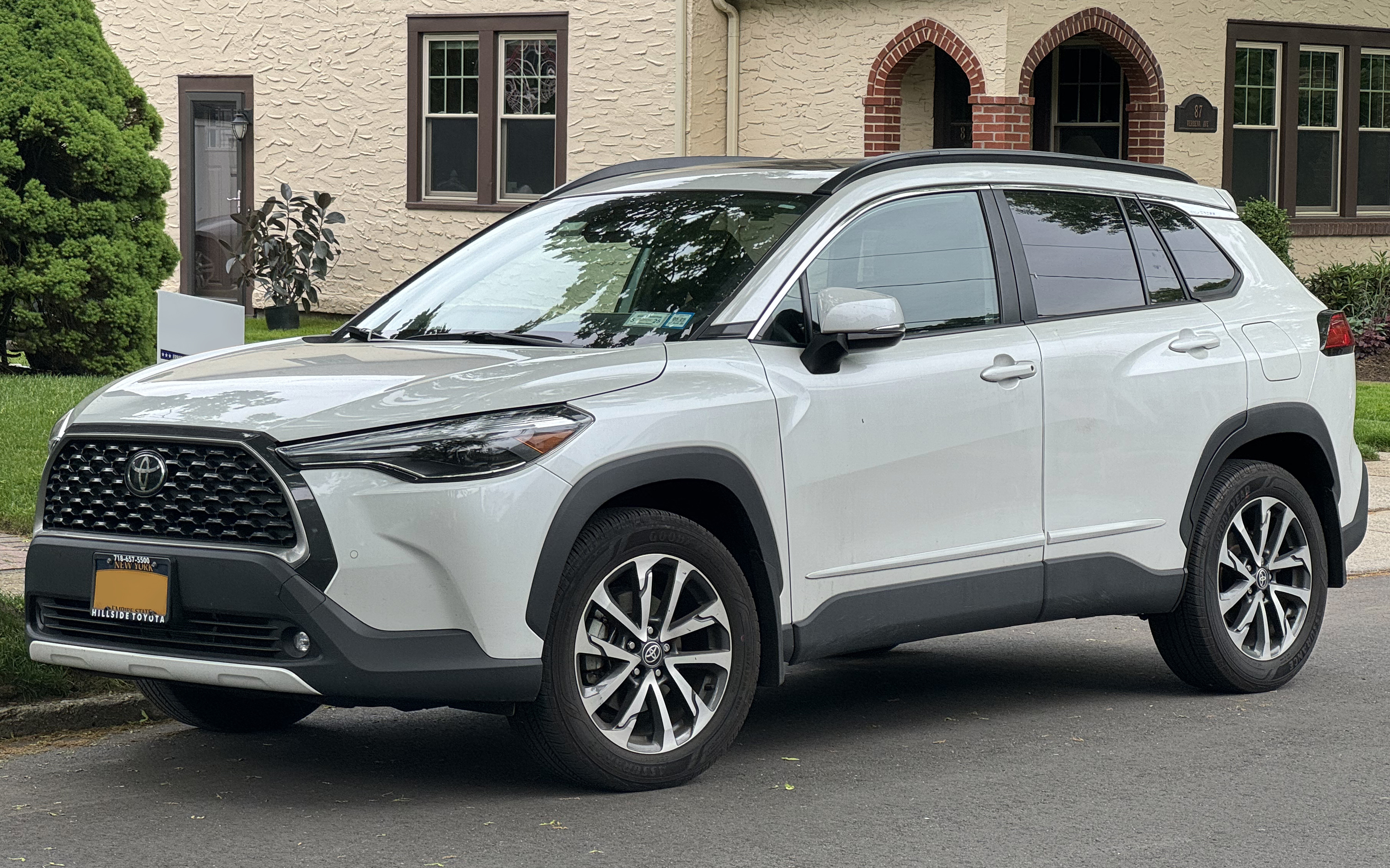
日本国外仕様 フロント
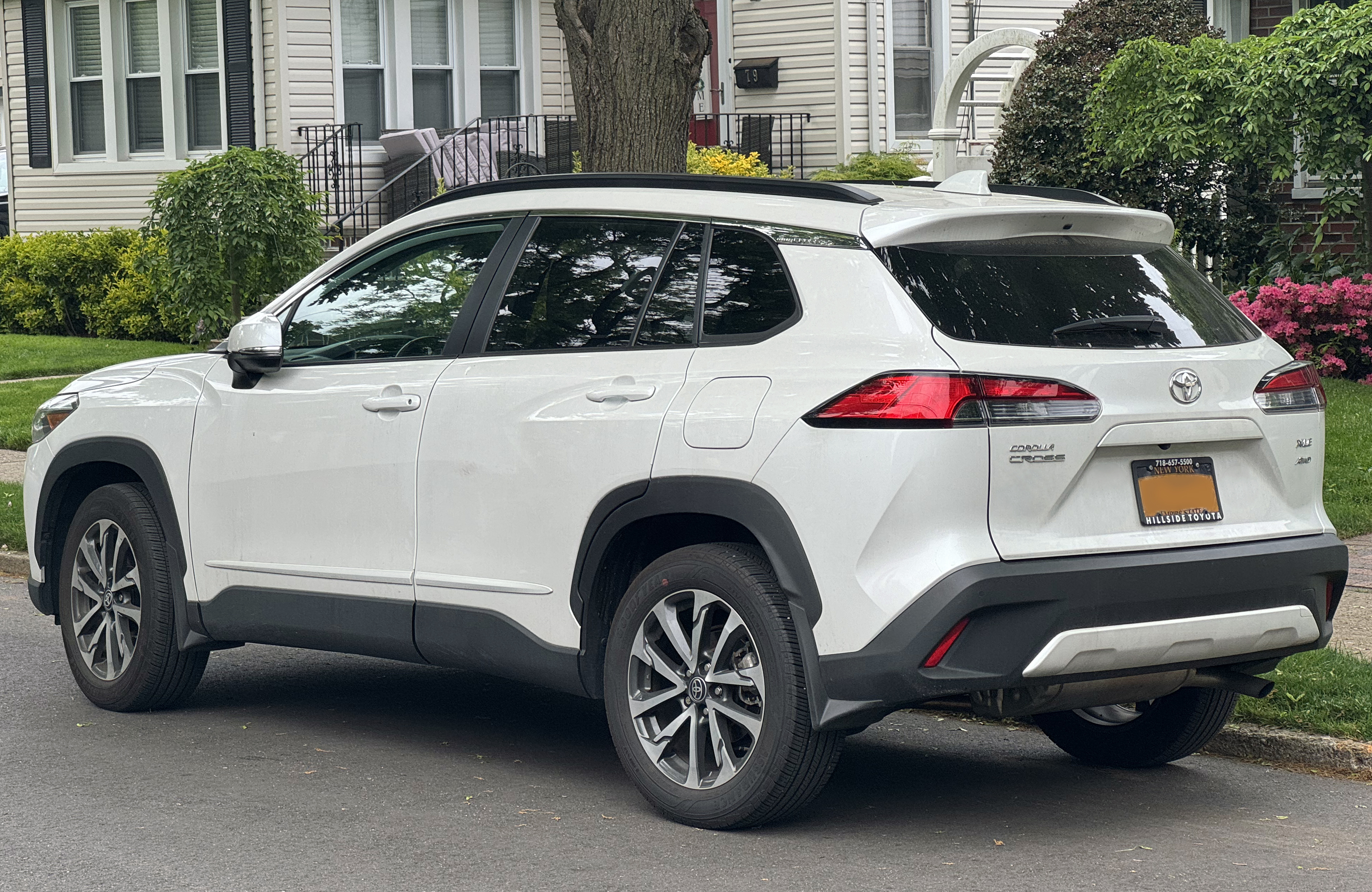
日本国外仕様 リア
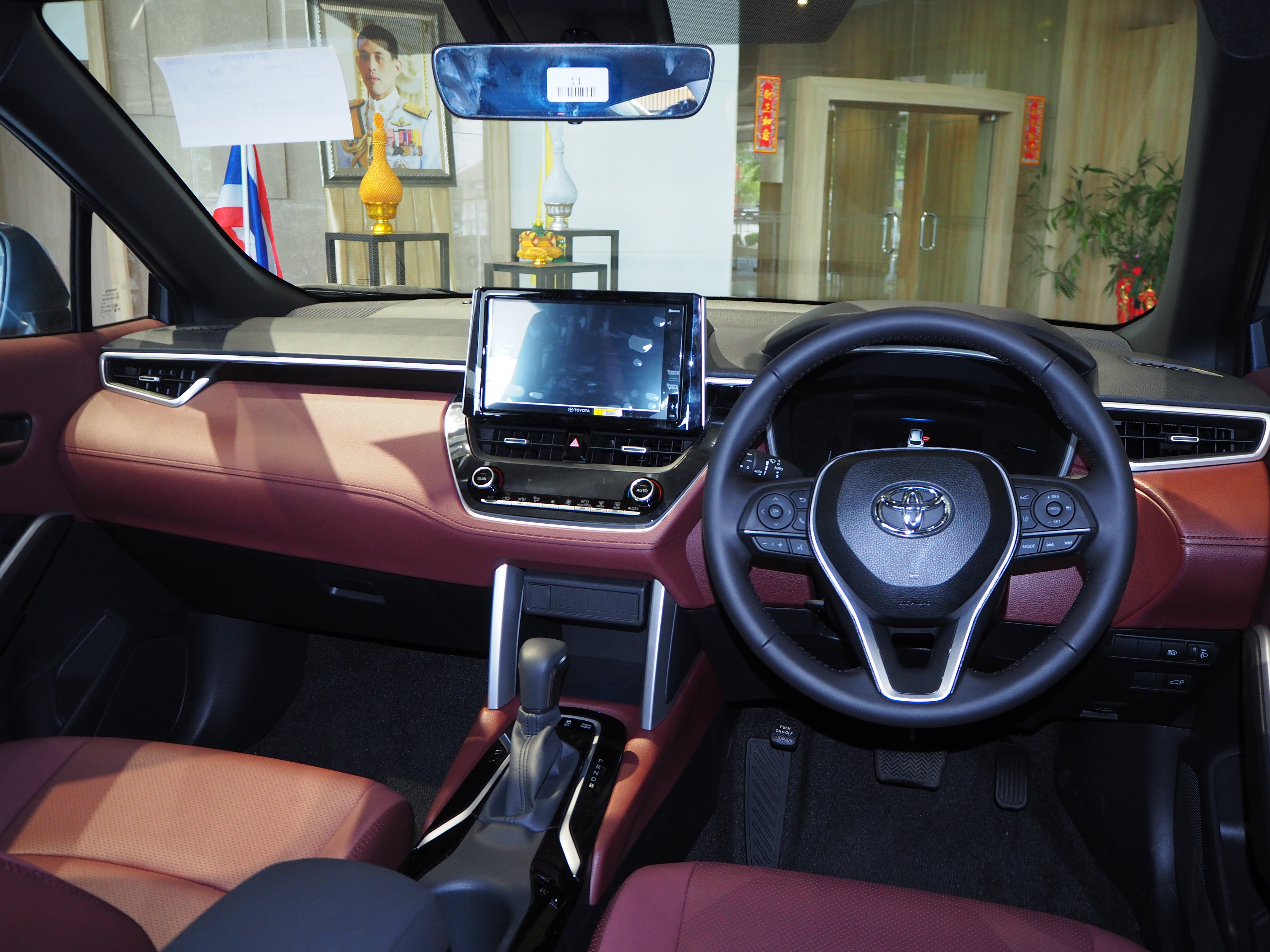
日本国外仕様 インテリア
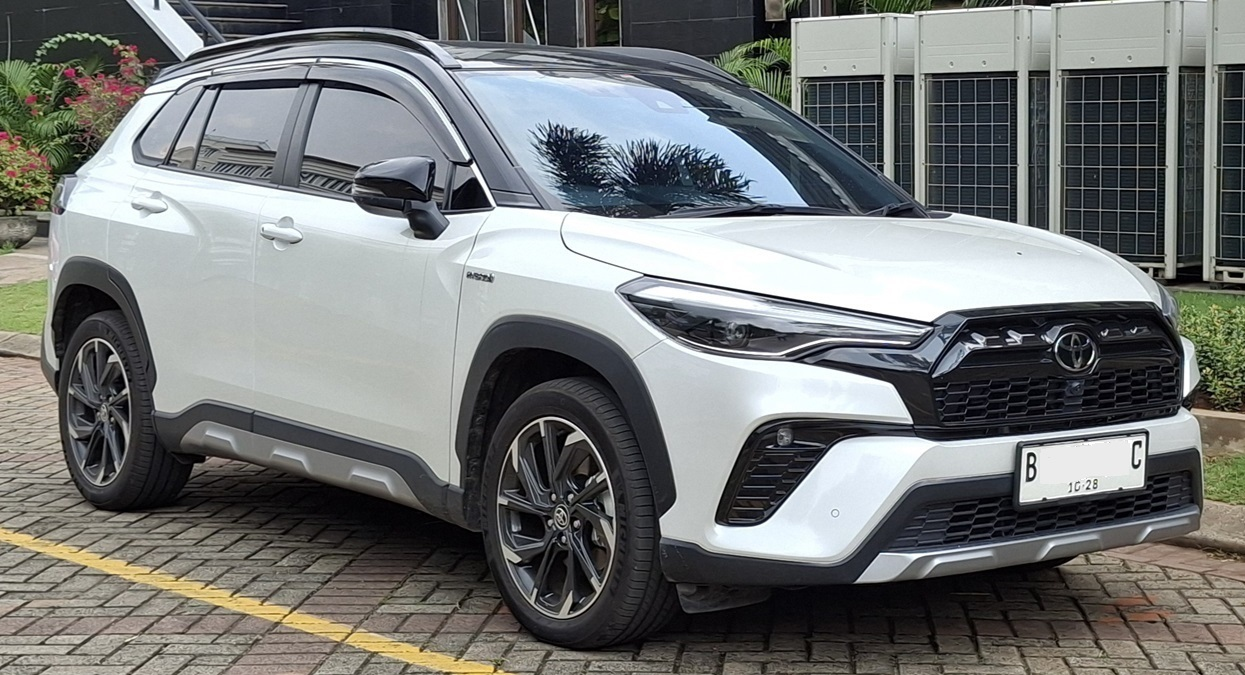
日本国外仕様 フロント GR SPORT
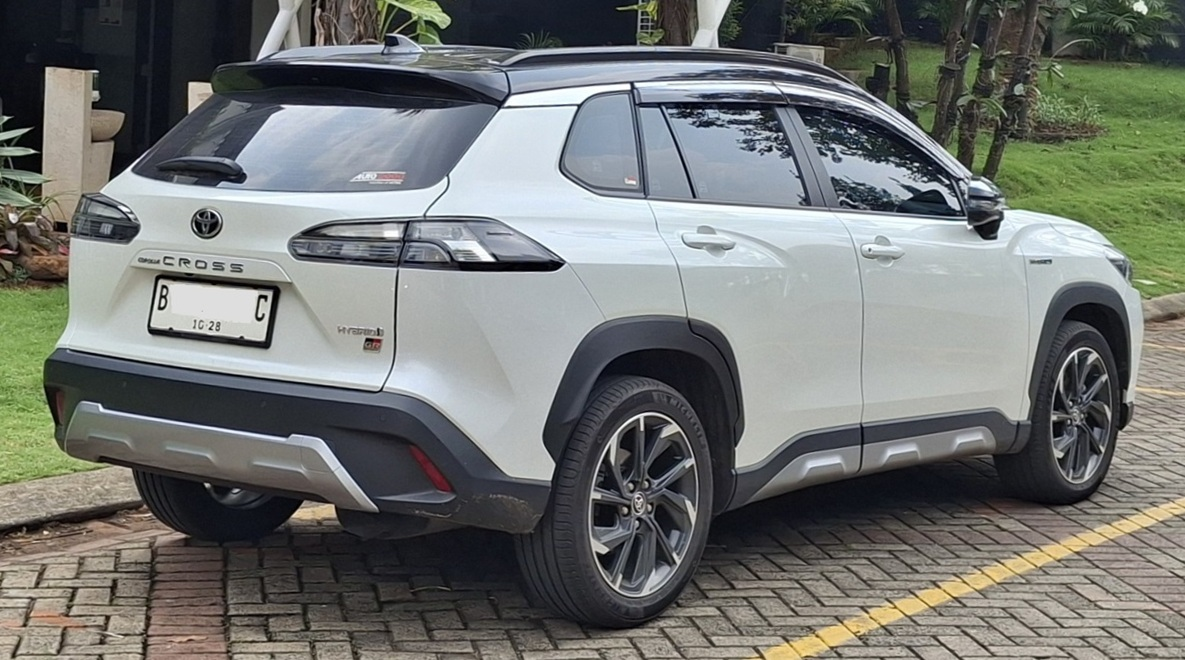
日本国外仕様 リア GR SPORT
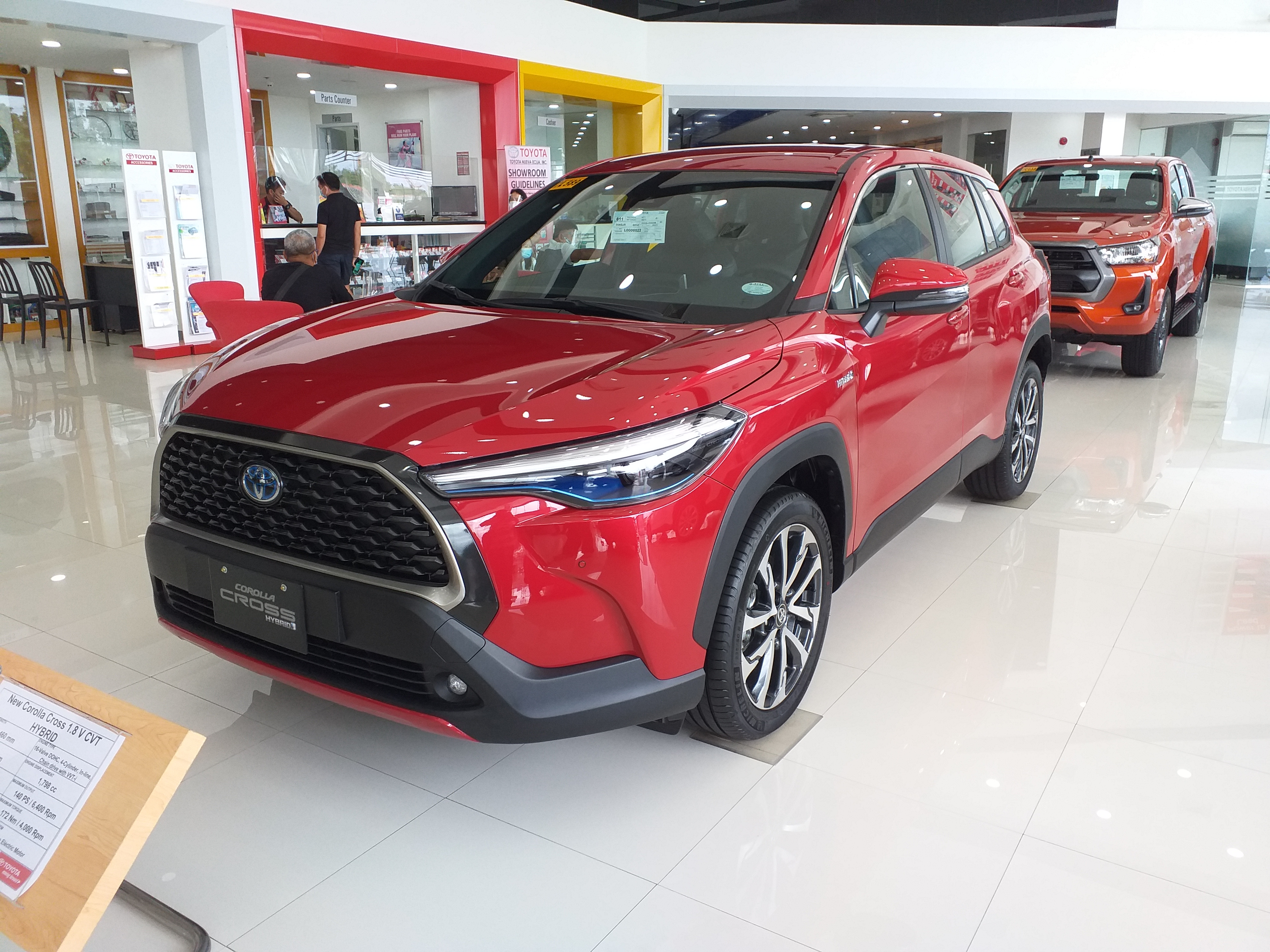
レッドマイカメタリック ※日本仕様では未設定
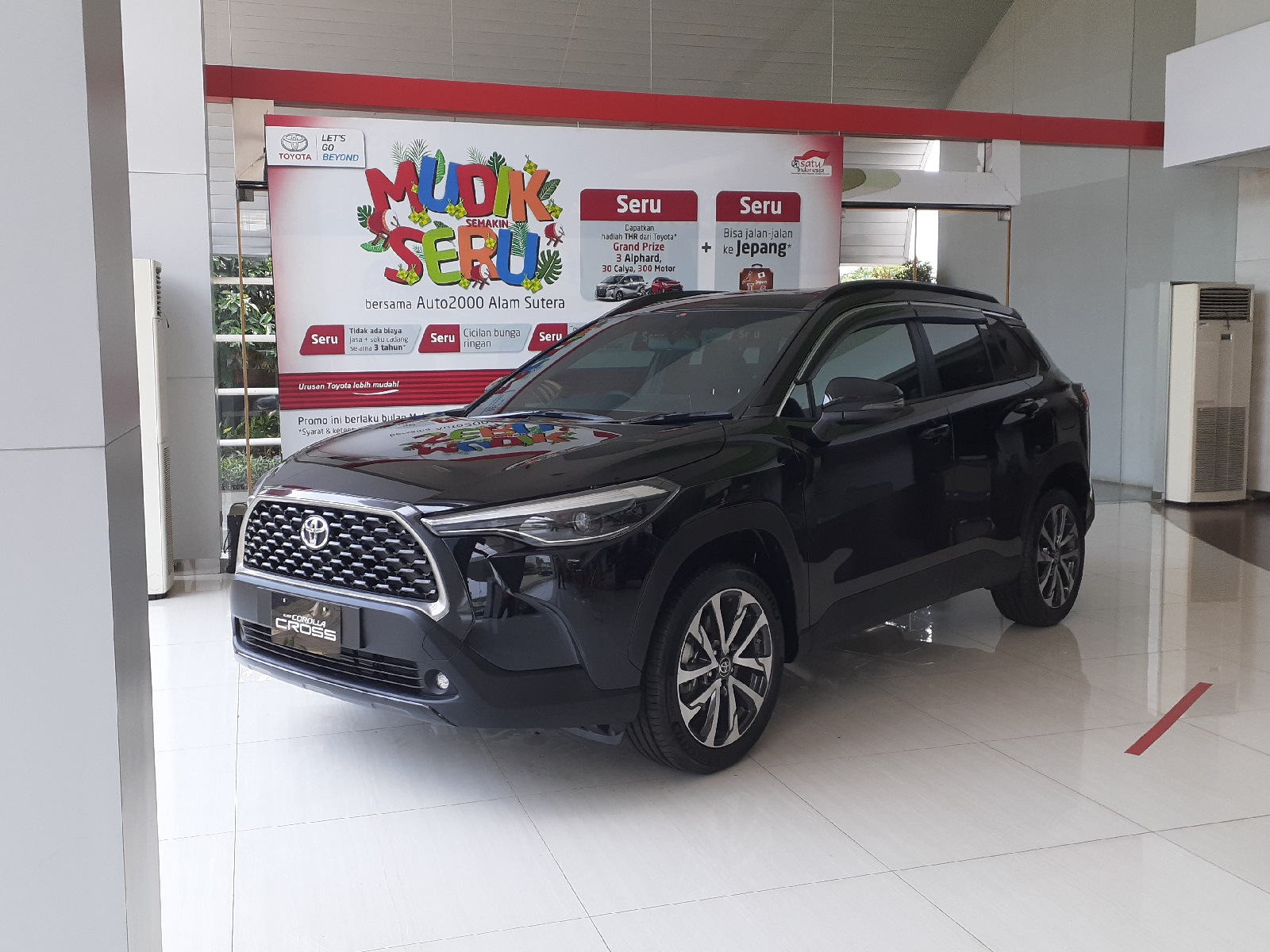
アティチュードブラックマイカ
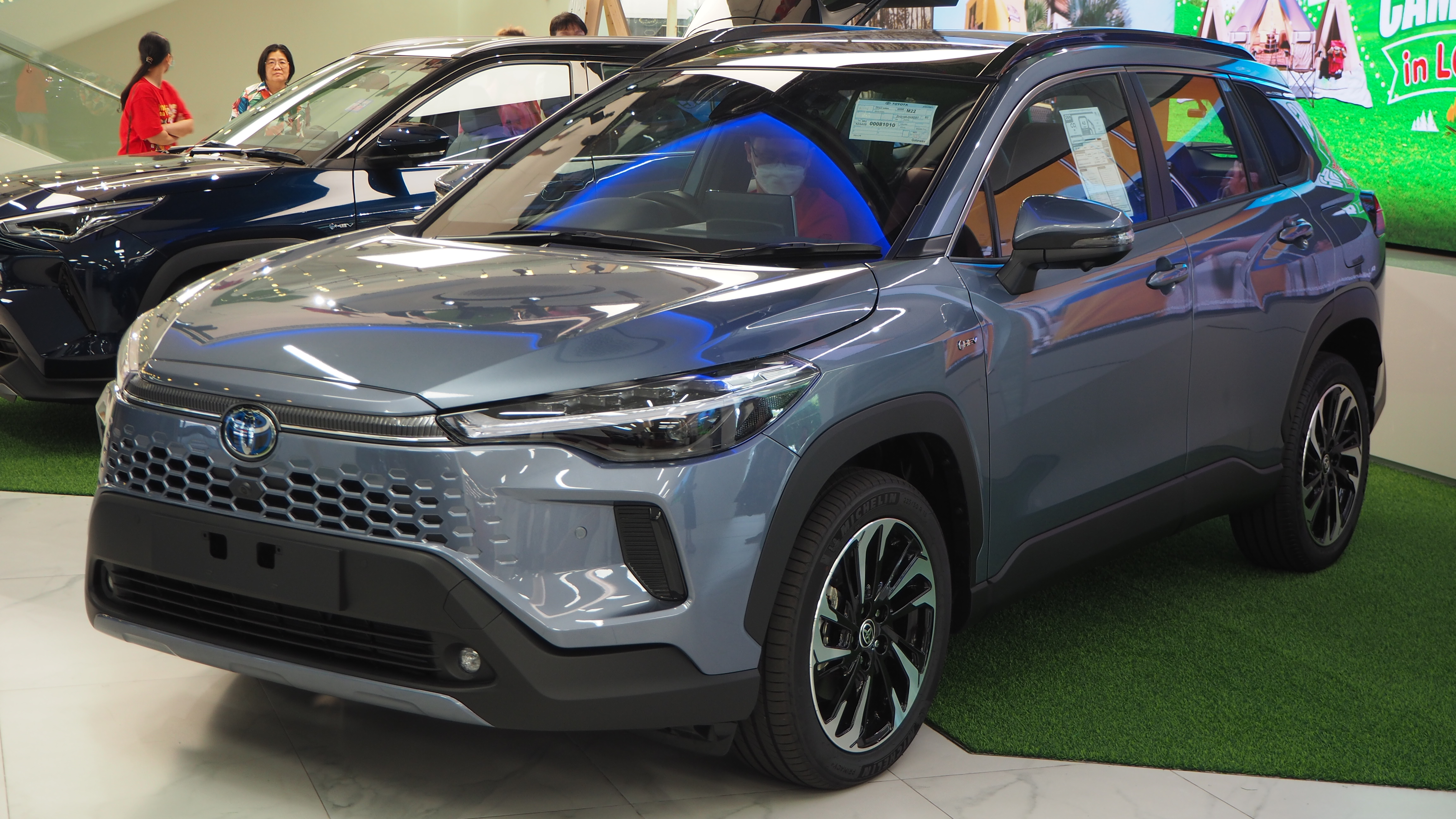
日本国外仕様 2024年2月改良型
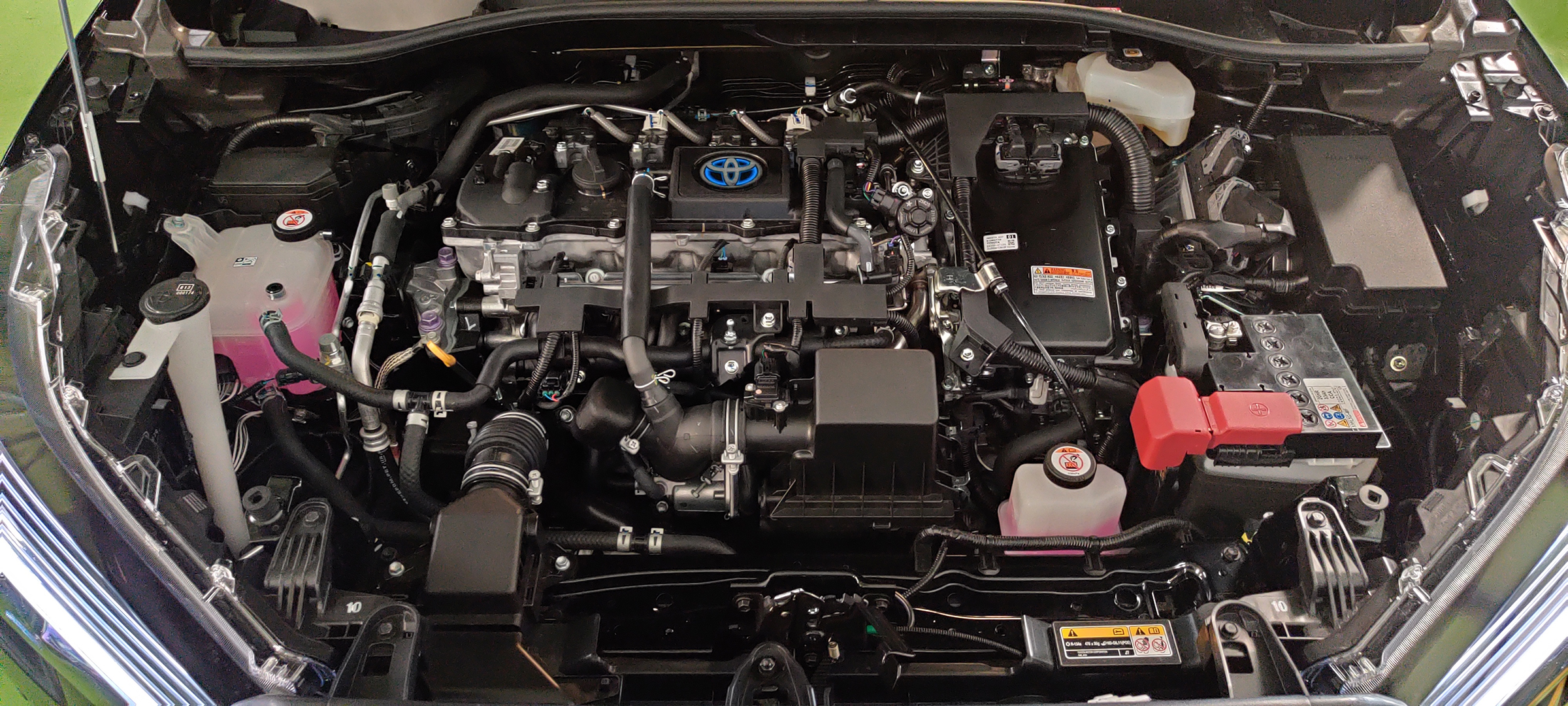
エンジンルーム（ハイブリッド）

## 車名の由来
「COROLLA」はラテン語で「花の冠」の意味を持つ。
「CROSS」はクロスオーバーの意味を持つ。
カローラのSUVという意味で付けられた名前である。